# ЗМЗ-24
ЗМЗ-24 — бензиновый двигатель внутреннего сгорания, который выпускался на Заволжском моторном заводе с 1968 по 1987 год.

## Описание
ЗМЗ-24 является рядным четырёхцилиндровым двигателем с клапанным механизмом OHV и алюминиевым блоком цилиндров. Его объём составляет 2445 см3. За основу взят мотор ЗМЗ-21А, с значительными конструкторскими изменениями.
В первоначальном виде двигатель выпускался с распределительным валом, цепным приводом и степенью сжатия 6,6:1. Он выдавал мощность 52 кВт (70 л. с.) при 4000 об/мин и крутящий момент 167 Н⋅м при 2200 об/мин. На Ульяновском моторном заводе двигатель назывался УМЗ-4178.10. Двигатель являлся «основой советской двигателестроительной промышленности» и устанавливался на различные транспортные средства. Разработан в паре с мотором ЗМЗ V8, и имеет с ним взаимозаменяемые запчасти.
Усовершенствованный ЗМЗ-24Д, который установлен на ГАЗ-24, работает на бензиновом топливе АИ-92. У ЗМЗ-24-01 октановое число 76, а у ЗМЗ-24-07 — пропан. Блок цилиндров изготовлен из алюминия (вместо кокиля у ЗМЗ-21А). Двигатель питался от карбюратора с двумя дросселями, а степень сжатия — 8,2. Двигатель выдавал мощность 71 кВт (95 л. с.) при 4500 об/мин и крутящий момент 186 Н⋅м при 2200—2400 об/мин.
В 1970 году двигатель ЗМЗ-24 был переименован в ЗМЗ-402.10 (4021.10) и выпускался с пониженной степенью сжатия ограниченным тиражом до 2006 года.
К Августу 1979 года было собранно 1 миллион двигателей серии ЗМЗ-24.